# Prommer Patrik
Prommer Patrik (Sopron, 1990. március 21. -) magyar dobos, dalszerző, énekes, producer és zenetanár.

## Életrajza
Egészen fiatalon Ausztriában kezdte zenei tanulmányait, az általános iskola mellett a Soproni Zeneiskola növendéke volt. 14 évesen felvételt nyert a budapesti Weiner Leó Zeneművészeti Szakközépiskolába klasszikus ütőtanszakra. Érettségi után a Kőbányai Zenei Stúdióban folytatta tanulmányait, amelyet jazzdob szakon végzett.
Dobosként a Császári Pillanatművek és Takáts Eszter Beat Bandben (2014-2016) kezdett játszani, majd 2016-2019 között zenélt együtt Bródy Jánossal, akivel lehetősége volt az Arénában is koncertezni. Bródy János Ráadás című nagylemeze, amelyen dobosként közreműködik, már platina lemez. Ezután a Kaukázus zenekarban (2019-2021) és a Hahó együttesben (2014-2020) játszott, mellette a Noémo nevű formációban is gyakran közreműködik. Jelenleg a Muzsik és Volkova (régebben ZUP) és a Belmondo zenekarok dobosa.
A dob mellett énekel és játszik még gitáron, basszusgitáron és zongorán.
Első saját zenekara a Popcsajokstb nevű formáció, melyben dobolt és énekelt.
2021-ben szólóprojektbe kezd és első EP albumán dolgozik, amely többek között tartalmazza a Kardok hercegnője és Diszkóliba című dalait.
Producerként és zenészként egyszerre közreműködött számos dal és album elkészítésében, többek között: 
- Kaukázus - KpOp album,
- Muzsik és Volkova (2. és 3. rész EP), Rövidesen találkozunk (LP)
- Sidó Attila (Kistehén) - Mindig résen c. szólólemeze.

## További információ
- https://www.prommerpatrik.hu Archiválva 2022. augusztus 21-i dátummal a Wayback Machine-ben